# Hubert Maessen
Hubert Maessen (* 10. Januar 1947 in Düsseldorf; † 19. Januar 2015) war ein niederländischer, in Deutschland wirkender Politologe und Autor.
Maessen wuchs in Deutschland auf. Er war Schülerzeitungsredakteur am Comenius-Gymnasium in Düsseldorf. Er studierte Politikwissenschaft, Soziologie und Philosophie an der Universität Marburg und der Ruhr-Universität Bochum. Maessen war Autor und Herausgeber etlicher Bücher zu Themen des Zeitgeschehens, zum Beispiel Was wollen die Schüler?, Was wollen die Lehrlinge?, Kriegsdienstverweigerung, ...und dann kommst du nach Hause - Leben und Wohnen im Revier. Seit Ende der 1960er Jahre war er ständiger Mitarbeiter des Westdeutschen Rundfunks (WDR) in Köln, Autor zahlreicher Beiträge der Reihe ZeitZeichen, vieler Features und von Fernsehfilmen sowie Moderator in Sendungen zum Zeitgeschehen und Kommentator in Programmen des WDR und im Deutschlandfunk. Darüber hinaus unternahm er Abstecher in die Politik mit zeitweiliger Kampagnenberatung, zum Beispiel für Bundeskanzler Helmut Schmidt im Wahlkampf 1976 – und andere, auch im Ausland.
Am 23. Juni 1991 beging der Regisseur Michael Pfleghar in Maessens Düsseldorfer Wohnung Suizid.
1992 wurde ihm die Ehrenbürgerschaft von Little Rock, Arkansas, verliehen.
Maessen, der seit 1999 zum zweiten Mal verheiratet war, hatte zwei Kinder aus erster und 12 Stiefkinder aus zweiter Ehe.

## Buchveröffentlichungen
- Die NPD – Struktur, Programm und Ideologie einer neofaschistischen Partei. Voltaire, Berlin 1967 (mit Reinhard Kühnl u. a.).
- Was wollen die Schüler?  Politik im Klassenzimmer. S. Fischer Verlag, Frankfurt am Main 1969 (mit Hans-Jürgen Haug).
- Was wollen die Lehrlinge? S. Fischer, Frankfurt am Main 1971 (Hans-Jürgen Haug).
- Kriegsdienstverweigerer. Gegen die Militarisierung der Gesellschaft. S. Fischer, Frankfurt am Main 1971 (mit Hans-Jürgen Haug).
- Der Sprayer von Zürich. Kölner Totentanz. Fotografische Dokumentation mit Anmerkungen über das Kölner Werk von Harald Naegeli. Buchhandlung Walther König, Köln 1982 (Buchdesign: Betty Grünberg).
- Harry Walter: 60 – Die Biographie des Vaters der politischen Werbung in Deutschland. ISAP (Institut für Strategie, Analyse und Planung), Neuss 1989 (Buchdesign: Betty Grünberg).
- ...und dann kommst du nach Hause. Leben und Wohnen im Revier – die 75jährige Geschichte der Treuhandstelle. Berg, Bochum 1995.
- Platz, Hirsch! – Die verborgenen Befehle unserer Sprache. Eichborn Verlag, Frankfurt am Main 2001 (mit Jakob Moeller).
- Die Richtung stimmt. In: Rudi Schweikert (Hrsg.): Da war ich hin und weg – Arno Schmidt als prägendes Leseerlebnis. Bangert & Metzler, Wiesenbach 2004.
- Karl-Heinz Cox (Hrsg.): Nordstern wird THS - Strukturwandel, gebaut, im Revier. Rehrmann, Gelsenkirchen 2004 (Redaktion und Lektorat).
- Das Rad immer wieder neu erfinden, Die Fahrzeuge der Rheinbahn – von den Anfängen bis zur heutigen Zeit. Rheinbahn, Düsseldorf 2006.
- Carsten Kossow, Dieter Larraß: Jahrzehnte im Jahrhundert. Jubiläumsbuch für Vossloh Kiepe Düsseldorf. In: 100 Jahre Kiepe – Innovation, die bewegt. Icon-Management, Düsseldorf 2006 (Redaktion und Lektorat).
- Kölner Totentanz in: Carlo McCormick, Marc and Sara Schiller, Ethel Seno: Trespass. A History of Uncommissioned Urban Art. Taschen, Köln 2010.

## Radio und TV
- Panoptikum, monatliche Radiocollage, NDR/WDR 1968 – 1975 (unter anderem zusammen mit: Henryk M. Broder, Hans-Jürgen Haug, Rolf-Ulrich Kaiser, Rosa Pape, Gretel Rieber, Tom Schroeder, Joachim Sonderhoff)
- Es geschah im Nachbarhaus, Näheres zum Jugend-Bestseller von Willi Fährmann, Radiofeature, WDR 1968
- Politik aus Zweiter Hand, Radiofeature (zusammen mit Hans-Jürgen Haug), WDR 1969
- Joseph Beuys entläßt man nicht, Radiofeature, WDR 1972
- Den Handschellen Blumen anlegen, Radiofeature über Kultur im Knast, WDR 1973
- Der Strich, der Meinung macht - Karikaturisten in Deutschland, Radiofeature, WDR 1973
- Der Mann, der Willy Brandt rettete - Julius Steiner vor dem Ausschuss, Reportage-Essay, WDR 1973
- Keine Ruhe im Cartoon, dreiteilige Fernsehdokumentation über Zeichner und Gezeichnete, SFB 1973/74
- Ersatzdienst: Gegen Kriegsdienstverweigerung?, Radiofeature, WDR 1975
- Sexualität und Strafvollzug (Wie man nicht nur Freiheit entzieht, sondern Strafe verdoppelt), Radiofeature, WDR 1975
- Rattenkönig beim Staatsanwalt, Radiofeature, WDR 1976
- Frau Fuchs betreut den Enterich - oder: Wie Donald Duck ins Deutsche kommt, Radiofeature, WDR 1977
- Zum Tee mit Albert Speer und Jean Amery, Reportage-Essay, WDR 1978
- Peggy Parnass hält Gericht, Radiofeature, WDR 1979
- Auf den zweiten Blick: Der 1. Mai, Radiofeature, WDR 1980
- Der Terrorist persönlich: H.J. Klein spricht aus dem Untergrund, Radiofeature, WDR 1981
- NDW – die Neue Deutsche Welle und ihre Texte, Radiofeature in zwei Teilen, WDR 1982
- Monopoly - wie der Kapitalismus zum Spiel wurde, Radiofeature der Reihe ZeitZeichen, WDR 1982
- Ab heute Kanzler: Helmut Kohl in Mutters Sessel, Radiogramm, WDR 1982
- Das Autokino - Hollywood im fahrbaren Intimraum, Radiofeature der Reihe ZeitZeichen, WDR 1983
- Einsteins Relativitätstheorie - so, daß auch Physiklehrer sie verstehen, Radiofeature der Reihe ZeitZeichen, WDR 1984
- Heute ist der Weltuntergang, Radiofeature der Reihe ZeitZeichen, WDR 1984
- Groschengrab - die Erfindung der Parkuhr, Radiofeature der Reihe ZeitZeichen, WDR 1985
- Die Schlacht von Trafalgar, Hörbild in der Reihe ZeitZeichen, WDR 1985
- Hermann Göring - der Selbstmörder, Radiofeature der Reihe ZeitZeichen, WDR 1986
- Die Halbstarken, Radiofeature in der Reihe ZeitZeichen, WDR 1986
- Requiem auf Uwe Barschel, Radiofeature, WDR 1987
- Es erscheint: Die Bild-Zeitung, Radiofeature in der Reihe ZeitZeichen, WDR 1987
- Günter Grass zum Anhören, Radiofeature, WDR 1987
- Musik-Möbel-Stücke – Erik Satie und das Muzak-Ambiente der Gegenwart, Radiofeature, WDR 1988
- Richard Wagner und die Liebe zum Tier, Radiofeature, WDR 1988
- Macht in Fantasie – die 68er Kultur, Radiocollage in der Reihe ZeitZeichen, WDR 1988
- Motor-Fan Adolf Hitler will einen VW, Radiofeature, WDR 1988
- 725 Jahre amtliches Kegeln, Radiofeature in der Reihe ZeitZeichen, WDR 1990
- Die Nacht im Knast - ein Selbstversuch, Reportage-Essay, WDR 1991
- Maske des Guten - der amerikanische Filmschauspieler Boris Karloff, Radiofeature der Reihe ZeitZeichen, WDR 1992
- Pomp, Duck And Circumstance - Zirkus mit Messer und Gabel, Radiofeature, WDR 1993
- AD wie ArtDirector - Jeans tragen und sich besaufen, Radio-Essay, WDR 1994
- Warten auf die (Sonnen)Wende, Radio-Essay, WDR 1994
- Mit Vuitton-Koffern obenauf - auch beim Untergang der Titanic, Radio-Essay, WDR 1996
- Deutsche Hymne - ein Fall für die Toten Hosen, Radio-Essay, WDR 1998
- Es werde Dunkel - Sonnenfinsternis über D, Radio-Essay, WDR 1999
- Der eierkochende Laptop - über Technik und Politik, Radio-Essay, WDR 2000
- 2001 wieder sehen? Jetzt endlich richtig sehen!, Anmerkungen zum Relaunch von Kubricks Film 2001 – Odyssee im Weltall in Kritisches Tagebuch, WDR 2001
- Die Vereinten Nationen: Ohnmächtig in die Agonie, Radio-Essay in der Reihe Themen der Zeit, WDR 2003
- Wie der Maler Immendorff grün und blau wurde, Radio-Essay, WDR 2004
- Deutschland und Polen: Ein neuer Hauch von Kaltem Krieg?, Radio-Essay in der Reihe Alte und neue Heimat, WDR 2004
- Ein Netzwerk zum Abfischen, Radio-Essay in der Reihe Alte und neue Heimat, WDR 2005
- Das Lied von der Solidarität oder: Brauchen wir eine neue Linke? Radio-Essay in der Reihe Gedanken zur Zeit, NDR/WDR 2005
- Benedikt XVI. im Land von Hartz-IV, in Themen der Woche, Deutschlandfunk 2005
- Was ist Gerechtigkeit?, Anmerkungen zum 96. Deutschen Katholikentag, Deutschlandfunk 2006
- Kirche gegen Kondom - was denn sonst?!, Kommentar zur ersten Afrika Reise von Papst Benedikt XVI und dessen Äußerung über die Nutzung von Kondomen. , WDR 2009